# Equalizer (efekt gitarowy)

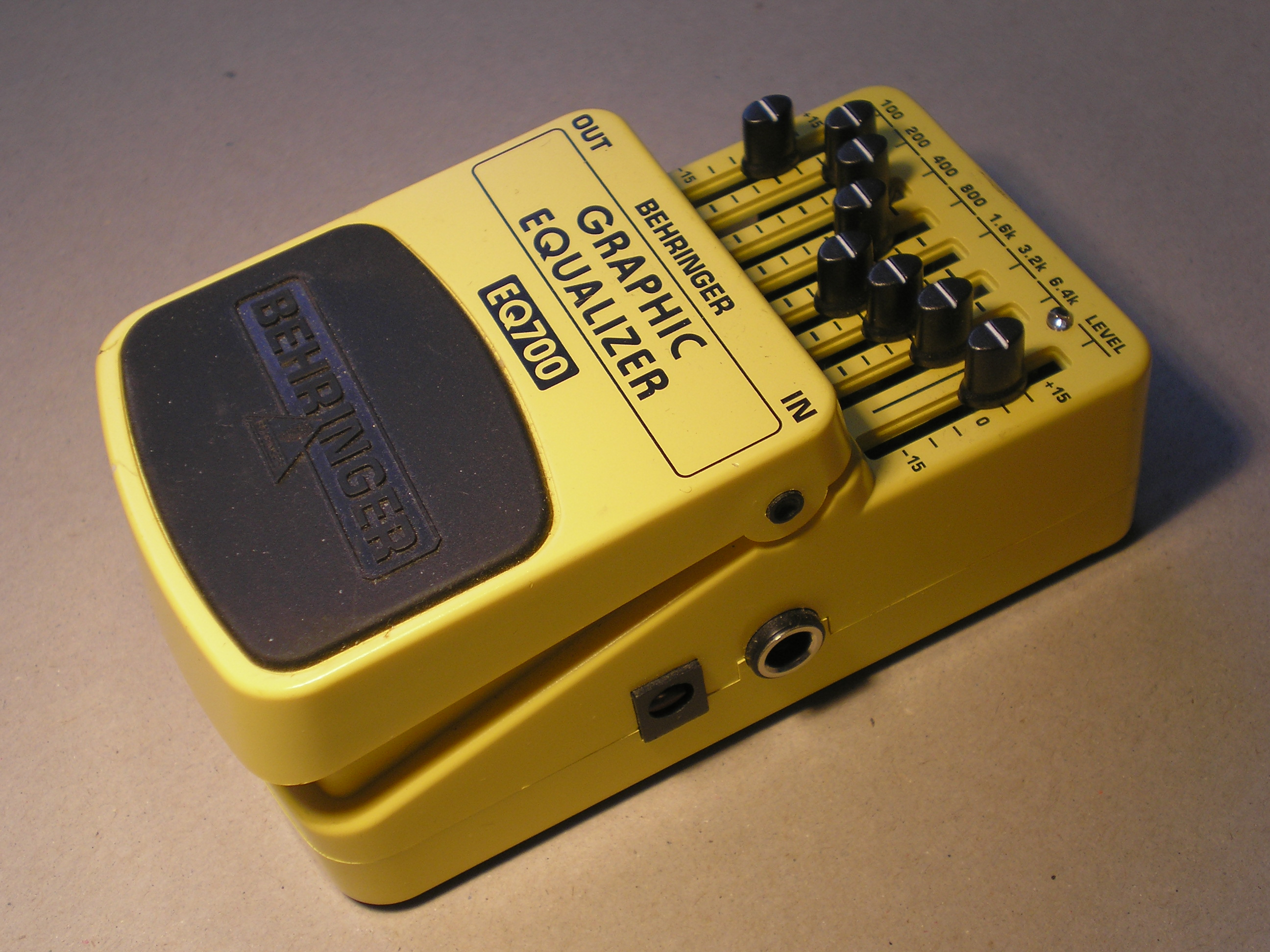
Kostka efektowa typu equalizer

Equalizer jako efekt gitarowy jest korektorem graficznym specjalnie przystosowanym do kształtowania widma akustycznego sygnału z gitary elektrycznej. Różni się on od uniwersalnego korektora m.in. zakresem korygowanych częstotliwości ponieważ sygnał z gitary elektrycznej ma pasmo ograniczone do około 5,5 kHz (zakładając, że sygnał nie jest przesterowany) i takie pasmo przenoszą głośniki we wzmacniaczach gitarowych. Equalizer służy do korekcji barwy dźwięku przy pomocy najczęściej potencjometrów obrotowych (we wzmacniaczach, innych efektach) lub suwakowych (w kostkach efektownych typu equalizer, w korektorach graficznych do obudowy typu rack). Z jego pomocą można regulować głośność dźwięków o poszczególnych częstotliwościach lub, co częściej jest spotykane we wzmacniaczach i efektach, regulować tony niskie, średnie i wysokie. Pozwala to nadać odpowiednią barwę dźwiękom.

## Zasada działania

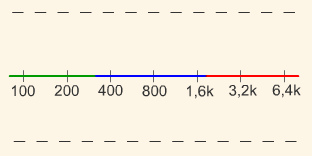
Ryc. 1.

Istotą działania gitarowego equalizera jest wzbogacanie dźwięku o określone walory, jak na przykład pozbawienie tonów wysokich da stłumiony, „gładki” i łagodny dźwięk. 
1. Equalizer we wzmacniaczu
Korektor znajdujący się we wzmacniaczu gitarowym najczęściej posiada trzy potencjometry, do kontroli poziomu głośności tonów niskich, średnich i wysokich (Na Ryc. 1. są oznaczone kolejno kolorami: zielonym, niebieskim i czerwonym). Przy pomocy tych trzech pokręteł możemy w bardzo łatwy sposób kontrolować bardzo podstawowe parametry. W odróżnieniu od korektora w kostce korektor w tej postaci może wydawać się bardzo nieprecyzyjny, na przykład kiedy chcemy wyciąć jedynie częstotliwości rzędu 1,6 kHz, czyli z pogranicza tonów średnich i wysokich. Jednak dla bardziej wymagających użytkowników, którzy poszukują swojego brzmienia został stworzony equalizer w kostce.
2. Equalizer w kostce
Pierwszą różnicą między korektorem we wzmacniaczu a korektorem w kostce jest ilość i postać potencjometrów. Podczas gdy we wzmacniaczu stosuje się zazwyczaj gałki (co nie jest zasadą przy wzmacniaczach basowych), w kostce spotykamy potencjometry suwakowe. W terminologii audio istnieje pojęcie jak X-pasmowy equalizer. Jest to taki którego wykres pasma przenoszenia możemy regulować w X miejscach. Wszystkie przykłady zostają przedstawione na przypadku Equalizera GE-7 Firmy Boss. 

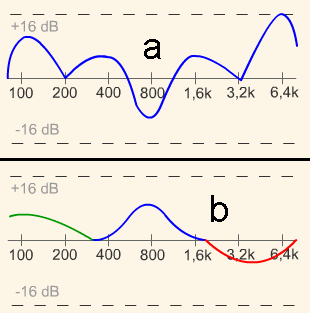
Ryc. 2. Różnice między 3-pasmowym a 7-pasmowym equalizerem.

Główną różnicą i tym samym zaletą korektora w kostce jest jego precyzja, oraz możliwość opcjonalnego wyłączenia go przy pomocy przycisku nożnego. Ryc. 2. przedstawia różnice pomiędzy korektorem 7-pasmowym (a) a jedynie 3-pasmowym(b). Podczas, kiedy w przypadku korektora 3-pasmowego ustawiliśmy jedynie lekkie podbicie basu, znaczne średnich częstotliwości, a obcięcie wysokich, w korektorze 7-pasmowym ustawiliśmy więcej różnych podbić i obcięć częstotliwości, jednocześnie pozbawiając wykres długich łuków łączących poszczególne szczyty wykresu.
W wielu korektorach obok suwaków do kontroli podbicie wykresu znajdziemy również jeden potencjometr który służy do zgłośnienia całego dźwięku maksymalnie o np. 16 dB, pozwala to na przesunięcie całego wykresu w górę lub w dół. Opcja taka jest bardzo praktyczna, kiedy gitarzysta na czas solówki chce wzbogacić swoje brzmienie equalizerem, jednocześnie brzmiąc głośniej.
Ułożenie suwaków korektora jest bardzo podobne do wykresu głośności poszczególnych częstotliwości, przez co jest on bardzo czytelny i pozwala na intuicyjne regulowanie jego parametrów.

## Parametry korektorów
Korektory graficzne dla gitar zazwyczaj pozwalają kontrolować wycinek od 100 Hz do 6,4kHz i podbicie do +16 dB. Istnieją również equalizery do gitar basowych, które zazwyczaj regulują pasmo od 50 Hz do 4,5kHz.